# Изяслав Владимирович (князь пронский)
Изяслав Владимирович (ум. 20 июля 1217, Исады) — пронский князь (1207), сын Владимира Глебовича.
В 1207 году после захвата Всеволодом Большое Гнездо оклеветанных Глебом и Олегом Владимировичами Романа, Святослава Глебовичей, Ингваря и Юрия Игоревичей и бегства Михаила Всеволодовича в Чернигов руководил обороной Пронска, не увенчавшейся успехом. На пронское княжение был посажен Олег Владимирович. Зимой 1208/1209 годов Михаил Всеволодович и Изяслав Владимирович вторглись во Владимиро-Суздальское княжество, но были разбиты в окрестностях Москвы владимирским княжичем Юрием Всеволодовичем. 20 июля 1217 году Изяслав был убит своими братьями Глебом и Константином на княжеском съезде в Исадах.
Сведений о семье и потомках Изяслава не сохранилось.